# María Luisa Ozaita
María Luisa Ozaita Marqués (Baracaldo, 20 de mayo de 1939 - Madrid, 5 de abril de 2017) fue una pianista, clavecinista, musicóloga, directora y compositora española. Pionera de la difusión de música hecha por mujeres, fue miembro de La Real Sociedad Bascongada de Amigos del País y fundadora y presidenta de la Asociación Española de Mujeres en Música.

## Biografía
María Luisa Ozaita Marquis nació en Baracaldo, Vizcaya, en España. Estudió con Fernando Remacha, y continuó sus estudios en Copenhague con Leif Thybo y K. J. Isaksen gracias a una beca de intercambio. Ella también estudió clavecín en Francia con Kenneth Gilbert y en Darmstadt en Alemania. Falleció el 5 de abril de 2017 a los 77 años de edad.

## Trayectoria
Ozaita actuó internacionalmente en Europa, América del Norte y Europa Oriental, y sus composiciones también han sido interpretadas internacionalmente. Impartió clases sobre historia de música,
Publicó artículos sobre las aportaciones femeninas a la música en revistas como Melómano, o la digital Opusmusica.com. También de manera habitual da conferencias sobre el mismo tema en diversos foros, colaborando con otras asociaciones de artistas de otras disciplinas como el teatro. 
La editorial Boileau editó sus Nueve Micropiezas y sus Cuatro canciones Hispano árabes sobre poemas anónimos de poetisas del Andalus, para mezzosoprano y piano. En la misma editorial también están publicadas Tres pequeñas piezas (Flauta sola) Cartones goyescos, para O. Sinfónica, Idilio para mezzosoprano y también Suite para violín solo. 
En 2001 la pianista María José Martín presentó en la Universidad de Cincinnati (EE. UU.) su tesis doctoral sobre su música, titulada Drama y poesía en la música de María Luisa Ozaita. 
El 2006 la ORCAM (Orquesta y Coros de la Comunidad de Madrid) le encargó su obra Amiga, no te mueras, polifonía a cuatro voces mixtas y piano, estrenada en la Fundación Canal ese mismo año por solistas del coro de la ORCAM y Aurelio Viribay al piano.
En 2007 la Consejería de Cultura de la Comunidad de Madrid le encargó una obra de cámara titulada Homenaje a Bernard Shaw, para actriz y guitarra.
Como compositora, su obra ha sido interpretada en diversos festivales internacionales: Frauen Music de Viena, Donne in Música de Roma, Festival de Donne in Música, Alicante, Festival de Mujeres en la Música de Getxo, COMA de Madrid… En 2009 la OSE estrenó su obra Cartones goyescos, para cerrar el Festival MUSIKASTE, y en junio de 2010 estreno la BOS de su obra para mezzosoprano y orquesta IDILIO. En el festival COMA 2009 el violinista Manuel Guillen, estrenó SUITE para violín solo, dedicada a este instrumentista. En noviembre de 2010 se estrenó en el festival de Cádiz su obra Serenidad bajo la lluvia (Suite) para Flauta en sol y en do y flauta de pico, y Marimba, palo de lluvia y pequeña percusión.
Pionera de la difusión de música hecha por mujeres, fue miembro de La Real Sociedad Bascongada de Amigos del País desde 1983 y fue la presidenta fundadora de la Asociación Española de Mujeres en Música en 1989, estando en la presidencia durante 20 años.

## Obras
Ozaita compuso principalmente trabajos de cámara y sinfónicos, pero es también conocida por sus composiciones de guitarra. 

### Selección de composiciones
- Pelleas et Mélisande, ópera con texto de Pablo Neruda
- Preludio y Danza con cuatro variaciones (1982)
- Suite, Op 61 (1991)
- Sugerencias boleras (1991)
- Micropiezas para Guitarra [Suite] (1994): [yo.] Preludio, [II.] Tambourin, [III.] Canción, [IV.] Rags
- Nana (Federico García Lorca) (1999)
- Canción Obscura (Alejandro Casona) (1999)
- Homenaje a Bernard Shaw (2005)
- Preludio y mosaico, Op 65 (2005)
- Trío amable (2007)
- Quinteto sugerente (2007)
- Tema con Variaciones (2010)[7]

Sus composiciones fueron grabadas por RNE (Radiofónicos Clásicos), incluyendo Tema con variaciones para piano.

### Discografía
- Compositoras españolas del siglo XX
- Taller de Mujeres Compositoras: Obras para órgano y canto
- Taller de Mujeres Compositoras: Flauta y Marimba
- Taller de Mujeres Compositoras: Esparzas, Susurros y Sueños

## Premios y reconocimientos
- 20 de mayo de 2009, concierto especial en el Auditorio Nacional de Madrid organizado por la Asociación Mujeres en la Música, en el 70 aniversario de María Luisa Ozaita.[10]
- 19 de diciembre de 2016, homenaje de la Asociación Mujeres en la Música en la Sala Manuel de Falla de la SGAE.[5]